# 官庄镇 (淳化县)
官庄镇，是中华人民共和国陕西省咸陽市淳化县下辖的一个乡镇级行政单位。
2015年，陕西省民政厅批复同意撤销胡家庙镇，并入官庄镇。

## 行政区划
官庄镇下辖以下地区：
官庄村、党家村、景罗村、孙家村、仙家村、寨里村、南邢村、张村、上塬村、申阳村、席家村、北张村、占张村、上坳村、皇城村、沟渠头村、庄子头村、北庄村、焦家村、胡家庙村、刘家村、井村、沟里村、枣林村、上罗村、黄甫村、白子头村、生庄村、兴桥村、来院村、寇北村、里村、御泉村、庄里村、袁家村和南莫村。